# Socinianisme
 (février 2018).
Si vous disposez d'ouvrages ou d'articles de référence ou si vous connaissez des sites web de qualité traitant du thème abordé ici, merci de compléter l'article en donnant les références utiles à sa vérifiabilité et en les liant à la section « Notes et références ».
Le socinianisme est un courant chrétien remontant au XVIe siècle et développé par l'Italien Fausto Socin (Fausto Sozzini) qui refuse la doctrine chrétienne de la Trinité, et se présente comme libéral.

## Lelio et Fausto Sozzini

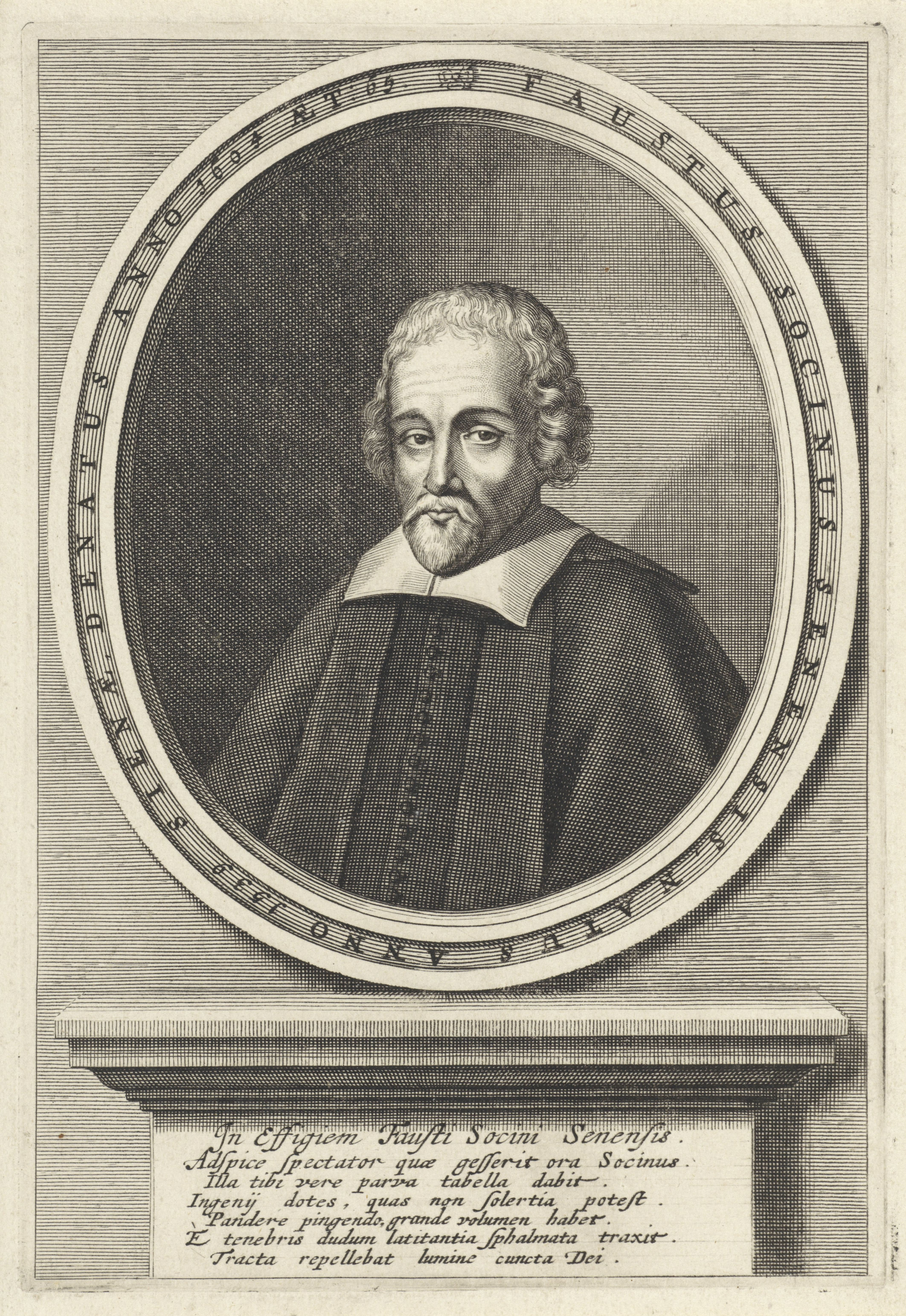
Faustus Socinus (1539-1604), un des fondateurs du socinianisme.

Au XVIe siècle, avec Lelio Sozzini (1525-1562) et surtout son neveu Fausto Socin (1539-1604), naît l'unitarisme. Ces deux membres de la famille Sozzini appartiennent à la première et à la seconde générations de réformateurs de la chrétienté institutionnalisée. Entreprise par Martin Luther en 1517, la Réforme s'attaquait au pouvoir politique et magistériel du pape, ainsi qu'à l'état moral de l'Église, atteinte par de nombreuses pratiques de corruption et de multiples façons de gagner de l'argent.
Les Sozzini sont une famille distinguée de juristes de Sienne, Italie, alors république indépendante. Son oncle, Mariano Sozzini, est connu comme étant proche du parti qui mena au pouvoir Pandolfo Petrucci. Son cousin, Mariano Sozzini (junior, 1482-1556), est professeur de droit à Sienne, Pise, Padoue et Bologne, et surnommé Princeps Iurisconsultorum. Il a sept fils.
Lelio Sozzini s'enfuit d'Italie pour pouvoir vivre calmement dans la Genève calviniste. Il déchante et part de nouveau, pour la Pologne, où il commence à propager ses idées, lorsqu'il meurt prématurément.
Du côté de sa mère, Lelio Sozzini était allié à la famille du pape Pie III (Francesco Tedeschi Piccolomini, 1440-1503, pape pendant vingt-six jours seulement en 1503). Il étudia le droit à Padoue pour respecter la tradition familiale.
Son neveu Fausto menait la belle vie à Florence. Il finit cependant par adopter les idées de son oncle et partit pour Bâle afin d'y répandre ce qu'on va vite appeler « socinianisme ».

## Doctrine

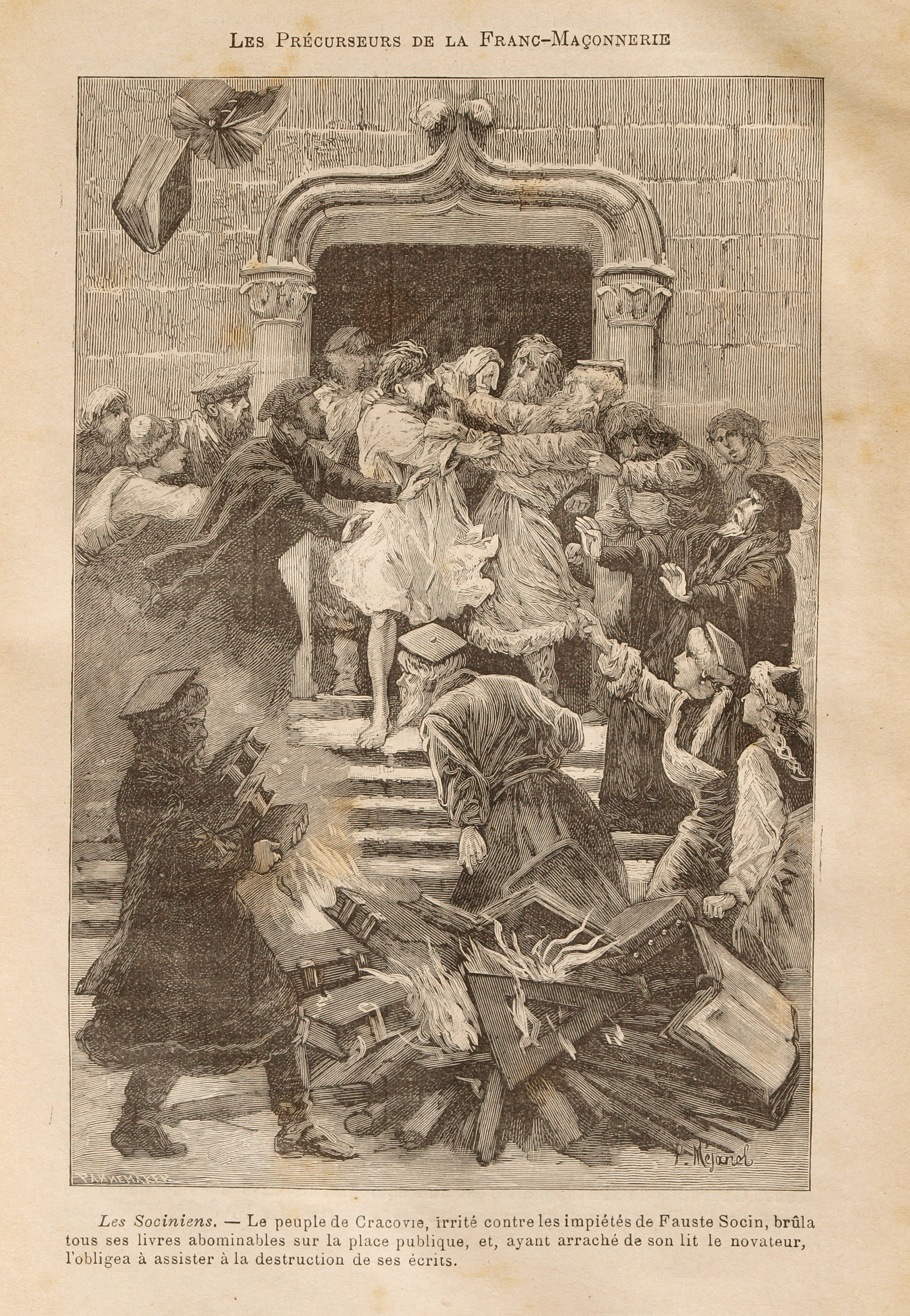
Gravure du XIXe siècle de Pierre Méjanel représentant Fausto Socin obligé d'assister à l'autodafé de ses livres

Le socinianisme aura mis en avant la tolérance et la charité en s'opposant à la persécution religieuse. Les sociniens reconnaissent comme frères chrétiens tous ceux qui s'efforcent de mettre en pratique l'enseignement de Jésus-Christ, quelles que soient par ailleurs leurs options théologiques. Ils regardent le Nouveau Testament comme seule source de vérité en matière d'éthique, de piété et de doctrine. Les sociniens ont été condamnés par le Vatican, car ils niaient la pluralité des personnes en Dieu, considérant qu'elle était « contraire à la droite raison ». En ceci, ils se rapprochent de l'unitarisme, qui considère que « Dieu est un ». Cela les amenait donc à nier la divinité du Christ.
- La décision de répondre ou non à « l'appel de Jésus » doit être libre et individuelle.
- Pas question pour un État d'imposer telle ou telle religion ni de soutenir une Église particulière au détriment d'autres.
- Le salut, c'est la vie éternelle que « Dieu » accordera aux disciples de Jésus. Pour les autres, ce sera la mort éternelle (non une vie de souffrance sans fin).
- La mort du Christ, pas plus que les rites ou l'intervention du clergé, ne procure le salut à ceux qui n'auront pas cherché à obéir fidèlement au maître en question.
- Le baptême marque l'entrée en chrétienté d'un individu se convertissant à l'Église. Il est inutile pour qui serait né dans l'Église.
- La Cène n'est qu'un mémorial et le témoignage de l'engagement à suivre le Christ.
- Pour les sociniens, le Saint-Esprit n'est pas une personne que l'on puisse prier, mais une puissance que Dieu communique.
- Jésus, né de Marie grâce à l'action du Saint-Esprit, n'aurait pas existé avant sa naissance. Il fut homme, entièrement décidé à faire la volonté divine. Dieu le récompensa à la Résurrection, lui accordant une nouvelle Vie éternelle dans son ciel avec le titre de Fils. C'est pourquoi les sociniens rendaient un culte à ce Fils de Dieu.

La période de tolérance envers Socin prend fin en 1598. Il se réfugie chez un noble acquis à ses idées, chez qui il meurt à peu près aveugle en 1604.

## Adversaires du socinianisme
Dans son ouvrage le tableau du socinianisme publié en 1690  , Pierre Jurieu lui reproche la part trop importante accordée à la raison. Selon lui les sociniens annihilent les mystères.

## Néo-socinianisme
Très peu de groupes se réclament aujourd'hui de la même christologie que Faust Socin. La majorité des unitariens, comme Joseph Priestley, ont abandonné une croyance en la naissance virginale au cours du XVIIIe siècle. Même si l'idée a persisté chez des unitariens dans des régions plus conservatrices comme l'Écosse et l'Amérique. Aujourd'hui, les groupes qui confessent une christologie socinienne comprennent : les Christadelphes (1848), le Church of God General Conference (1921), et aussi quelques petits groupes d'« unitariens bibliques ». Les Témoins de Jéhovah, bien qu'ils ne s'en revendiquent pas, sont une forme de socinianisme.

## Source
Cet article intègre des matériaux copyleft issus de la revue Correspondance Unitarienne, octobre 2002